# HMS Apollo (1944)
HMS Apollo (M01/N01) was een mijnenlegger van de Britse Royal Navy tijdens de Tweede Wereldoorlog. Ze maakte deel uit van de Home Fleet en nam deel aan de landing in Normandië op D-Day. Later werd ze overgeplaatst naar de Britse Pacific Fleet.
In 1946 werd het schip uit dienst gesteld en overgebracht naar de mottenballenvloot. In 1951 werd ze uit de mottenballen gehaald en deed ze nog 10 jaar dienst. In 1962 werd HMS Apollo verkocht als schroot.

## Geschiedenis

### Tweede Wereldoorlog
De Apollo werd in 1943 tewatergelaten. Na de proevaart in februari 1944 werd het schip overgedragen aan de Royal Navy en maakte de Apollo deel uit van de Home Fleet die was gestationeerd in Scapa Flow. Korte tijd later vertrok ze naar Plymouth om zich voor te bereiden op de Geallieerde invasie van Frankrijk. De zeemijnen die geladen werden in Milford Haven, werden voor de kust van Bretagne gelegd, tussen Ushant en Île Vierge.
HMS Apollo nam deel aan operatie Neptune en op 7 juni 1944, de dag na D-Day, bracht ze opperbevelhebber generaal Dwight D. Eisenhower, opperbevelhebber van de marine admiraal Bertram Ramsey en diverse andere stafofficieren van SHAEF naar Normandië. Onderweg strandde het schip echter op een zandbank en de opstappers werden overgebracht naar de torpedobootjager HMS Undaunted.
De Apollo voer naar Sheerness en de Tyne om de averij te herstellen. Deze werkzaamheden waren in september 1944 voltooid. Hierna ging het schip weer zeemijnen leggen teneinde de zuidwestelijke vaarwegen naar Engeland te beschermen. Samen met HMS Plover legde ze meer dan 1200 Mk XVII-zeemijnen voor de noordkust van Cornwall. Deze mijnenvelden zouden twee Duitse onderzeeërs noodlottig worden: de U-325 en de U-1021. Op 24 december kwam de Apollo in actie voor de Noorse kust. In januari 1945 ging ze op weg naar het westen van Engeland om zeemijnen te leggen in de Ierse Zee.
In april ging ze op weg naar de Baai van Kola, in het noorden van de Sovjet-Unie. Daar ging ze zeemijnen leggen in het kader van operatie Trammel. In mei maakte de Apollo weer deel uit van de Home Fleet. Na de capitulatie van Duitsland bracht het schip samen met HMS Ariadne en HMS Devonshire de Noorse regering in ballingschap en de Noorse kroonprins Olav naar Oslo.
Eind juni vertrok de Apollo uit Portsmouth om deel te gaan uitmaken van de Britse Pacific Fleet. Op weg naar de Stille Oceean nam ze bij Malta deel aan oefeningen met de Mediterranean Fleet. Op 1 augustus kwam het schip aan in Melbourne. Japan zou op 15 augustus capituleren en dus kwam HMS Apollo niet meer in actie.

### Na de oorlog
Na de capitulatie van Japan en het einde van de oorlog werd de Apollo ingezet voor de repatriëring van Britse krijgsgevangen, die vanuit Shanghai op weg gingen naar het Verenigd Koninkrijk. Ze werd ook ingezet ten behoeve van de bevoorrading van en de bezorging van post voor Britse oorlogsschepen en Britse marinebases op Manus, Shanghai, Hongkong en in Japan.
In de zomer van 1946 kwam de Apollo aan in Chatham en werd ze in de mottenballenvloot geplaatst. Toen in 1951 de Koreaanse Oorlog uitbrak werd het schip weer in dienst gesteld. De Apollo werd eerst nog gemoderniseerd en maakte vervolgens tien jaar lang deel uit van de Home Fleet. In 1961 werd ze weer uit dienst gesteld en het jaar daarop werd ze van de sterkte afgevoerd. In november 1962 werd HMS Apollo door de firma Hughes Blockow in Blyth in Northumberland gesloopt.

## Bron
- Dit artikel of een eerdere versie ervan is een (gedeeltelijke) vertaling van het artikel HMS Apollo (M01) op de Engelstalige Wikipedia, dat onder de licentie Creative Commons Naamsvermelding/Gelijk delen valt. Zie de bewerkingsgeschiedenis aldaar.